# Trabalho por turnos
Trabalho por turnos é uma prática de emprego destinada a fazer uso das 24 horas diárias, ou disponibilizar serviços durante 24 horas. Nesta prática, o dia é geralmente dividido em turnos, ou intervalos de tempo durante os quais diferentes grupos de trabalhadores realizam o trabalho. O termo engloba tanto o trabalho permanente ao longo do horário noturno como os horários em que os empregados alternam turnos.
Em medicina e epidemiologia, o trabalho por turnos é considerado um fator de risco para alguns problemas de saúde, uma vez que a perturbação do ritmo circadiano pode aumentar a probabilidade de vir a desenvolver doenças cardiovasculares, problemas cognitivos, diabetes e obesidade, entre outras condições. O trabalho por turnos pode também ter implicações nas relações conjugais, familiares e pessoais.